# Gant-Wevelgem 2007
La Gant-Wevelgem 2007 fou la 69a edició de la cursa ciclista Gant-Wevelgem i es va disputar l'11 d'abril de 2007 sobre una distància de 210 km. Aquesta era la sisena cursa de l'UCI ProTour 2007.
El vencedor final de la cursa fou l'alemany Marcus Burghardt (T-Mobile), que s'imposà en solitari, amb quatre segons sobre el seu company d'equip, l'anglès Roger Hammond i cinc sobre l'espanyol Óscar Freire (Rabobank).

## Recorregut
En aquesta edició el recorregut parteix de Deinze per dirigir-se fins a Oostende, a la costa belga. D'aquí el recorregut segueix la costa cap a França, fins a De Panne, on gira cap al sud, en paral·lel a la frontera francesa fins a trobar els monts de Flandes, on s'hauran de superar dues vegades les cotes del Monteberg i Kemmelberg. Els darrers 30 quilòmetres són plans fins a Wevelgem.

## Equips participants
| Núm.    | Codi | Equip                            |
| ------- | ---- | -------------------------------- |
| 1-8     | C.A  | Crédit Agricole                  |
| 11-18   | A2R  | AG2R Prévoyance                  |
| 21-28   | AST  | Astana Team                      |
| 31-38   | BTL  | Bouygues Télécom                 |
| 41-48   | GCE  | Caisse d'Epargne                 |
| 51-58   | COF  | Cofidis, le Crédit par Téléphone |
| 61-68   | CSC  | Team CSC                         |
| 71-78   | DSC  | Discovery Channel                |
| 81-88   | EUS  | Euskaltel-Euskadi                |
| 91-98   | FDJ  | Française des Jeux               |
| 101-108 | GST  | Gerolsteiner                     |
| 111-118 | LAM  | Lampre-Fondital                  |
| 121-128 | LIQ  | Liquigas                         |

| Núm.    | Codi | Equip                          |
| ------- | ---- | ------------------------------ |
| 131-138 | MRM  | Team Milram                    |
| 141-148 | PRL  | Predictor-Lotto                |
| 151-158 | QSI  | Quick Step-Innergetic          |
| 161-168 | RAB  | Rabobank                       |
| 171-178 | SDV  | Saunier Duval-Prodir           |
| 181-188 | TMO  | T-Mobile Team                  |
| 191-198 | UNI  | Unibet.com                     |
| 201-208 | JAC  | Chocolade Jacques-Topsport Vl. |
| 211-218 | DFL  | DFL-Cyclingnews-Litespeed      |
| 221-228 | LAN  | Landbouwkrediet-Tönissteiner   |
| 231-238 | SKS  | Skil-Shimano                   |
| 241-248 | WIE  | Team Wiesenhof-Felt            |

## Desenvolupament de la cursa
El dia començà amb el cel ennuvolat. El començament de la cursa fou ràpid i un petit grup, format per Florent Brard, Christophe Mengin, i Roger Hammond, ràpidament prengué un substancial avantatge de fins a 11', cosa que obligà el gran grup a forçar el ritme durant la segona part de la cursa.
Durant els descens del Kemmelberg nombrosos ciclistes anaren per terra per culpa del terra mullat, patint diverses lesions. Entre els ciclistes lesionats cal destacar: Jimmy Casper, Wim de Vocht, James Vanlandschoot, Andy Cappelle, Marco Velo, Wilfried Cretskens, Aart Vierhouten, Tyler Farrar, Luke Roberts, Fabio Sacchi, Mathew Hayman, Matthew Wilson i Heinrich Haussler. Això provocà que el gran grup es trenqués i quedés un petit grup d'escollits al capdavant de la cursa.
Finalment Marcus Burghardt, Francisco Ventoso, i Óscar Freire aconseguiren el duet capdavanter quan quedaven 25 km per al final. Quan quedava tan sols un km per a l'arribada Burghardt agafà a la resta de companys d'escapada per sorpresa i aconseguia la victòria final. Finalment Freire fou superat a la mateixa línia de meta per Hammond, aconseguint, d'aquesta manera, el doblet pel T-Mobile.

## Classificació final
11.04.2007. Gand-Wevelgem, 210 km
|    | Ciclista           | Equip                | Temps      | UCI ProTour 2007 Punts |
| -- | ------------------ | -------------------- | ---------- | ---------------------- |
| 1  | Marcus Burghardt   | T-Mobile             | 4h 52' 14" | 40                     |
| 2  | Roger Hammond      | T-Mobile             | +4"        | 30                     |
| 3  | Óscar Freire       | Rabobank             | +5"        | 25                     |
| 4  | Francisco Ventoso  | Saunier Duval-Prodir | +6"        | 20                     |
| 5  | Christophe Mengin  | Française des Jeux   | m. t.      | 15                     |
| 6  | Robbie McEwen      | Predictor-Lotto      | +15"       | 11                     |
| 7  | Max van Heeswijk   | Rabobank             | m. t.      | 7                      |
| 8  | Baden Cooke        | Unibet               | m. t.      | 5                      |
| 9  | José Joaquín Rojas | Caisse d'Epargne     | m. t.      | 3                      |
| 10 | Aliaksandr Vússau  | AG2R Prévoyance      | m. t.      | 1                      |